# Центральное Онтарио
Центра́льное Онта́рио — часть области Южное Онтарио в канадской провинции Онтарио, расположенная между Джорджиан-Бей и восточной оконечностью озера Онтарио.
Население области в 2016 году составляло 1 123 307 человек; однако в это число не входит большое количество сезонных жителей коттеджных поселков, так что население сезонно увеличивается до более чем 1,5 миллиона человек. Хотя он включает в себя множество малых и средних городских центров, большая часть Центрального Онтарио покрыта фермами, озерами (с пресноводными пляжами), реками или малонаселенными лесными угодьями на южной окраине Канадского щита.